# أنا أخرى

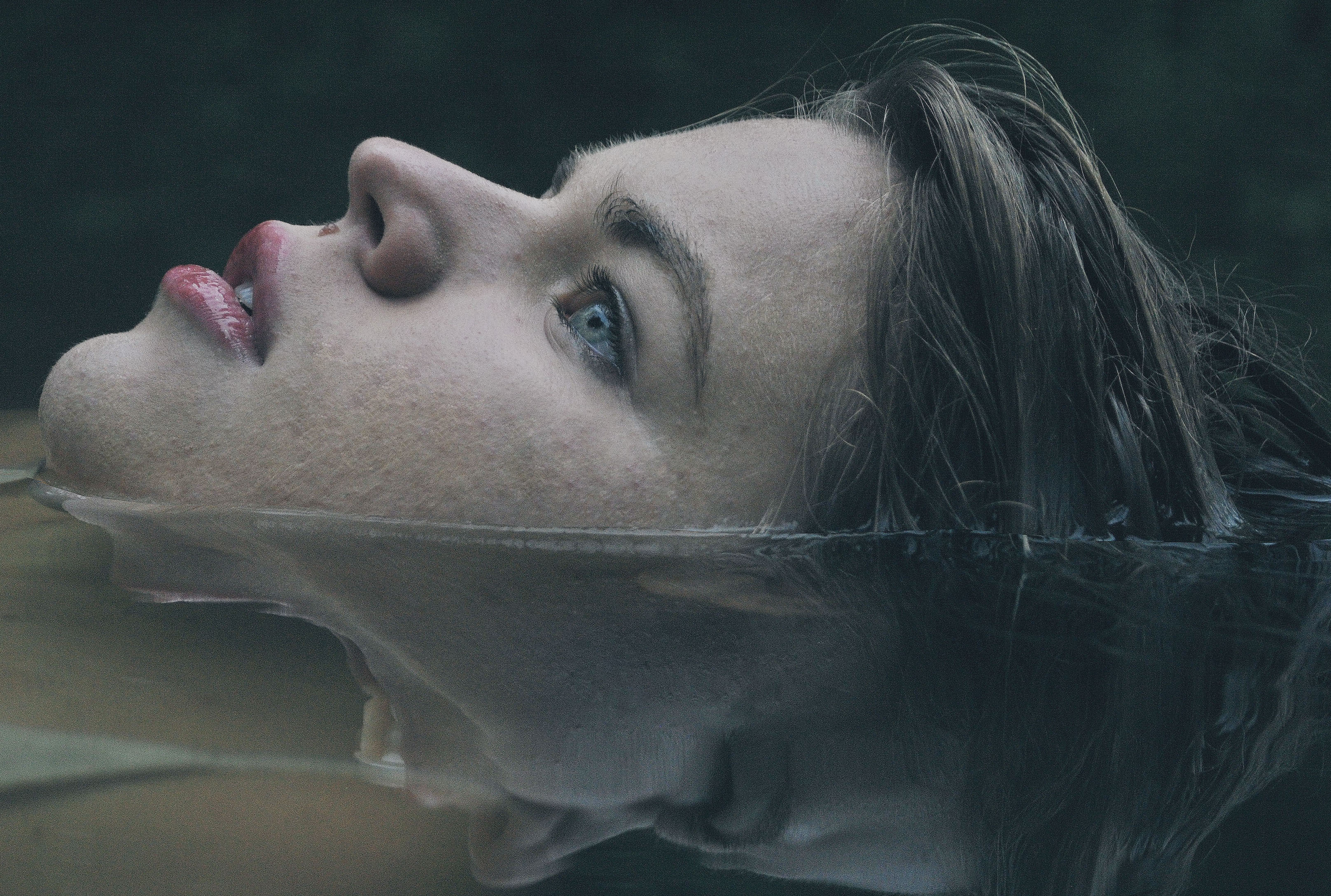

نظرية أنا العليا وفق لنظرية فرويد النفسية

 الأنَا الأُخْرَى أو الأنَا الثَانِيَةُ، هي عبارة عن جانب آخر من شخصية الإنسان، وأوضح مثال على ذلك، هو سوبرمان وشخصيته الأخرى كالصحفي كلارك كنت.
وتُعتبر الأنا الثانية المُوجه للعمل الأدبي، وهي تمنحه طابعه الدلالي والشكلي. وعدَّ واين بوث الأنا الثانية أنها تُمثِّل المؤلف الضمني. وفي العمل الأدبي يُسمَّى الرواي بالأنا الثانية للكاتب، وهو شخصية تخييلية تتولى عملية القص إلى مستمع تخييلي. أما في فن التمثيل، فيقول (کوکلان): «إن الأنا الأولى لا تنفصل عن الأنا الثانية في الممثل ولكن يجب أن تكون الأنا الأولى أي تلك التي تراقب هي المسيطرة، إنها هي الروح، بينما الثانية هي الجسم».